# Jean-Marie Peti Peti
Jean-Marie Peti Peti, né le 24 octobre 1952 à Kinshasa, est un homme politique congolais. Il est le gouverneur de la province du Kwango, en République démocratique du Congo (RDC),, de 2019 à 2022.

## Biographie
Il est le fils de l'ancien député national et président provisoire de la Chambre des représentants André Petipeti.[réf. souhaitée] Il est membre du parti politique Parti lumumbiste unifié (PALU) de Lugi Gizenga.
Les élections provinciales de 2018 en république démocratique du Congo voient la victoire à l'assemblée provinciale de l'alliance entre le PALU et le Front commun pour le Congo (FCC) de l'ancien régime de Joseph Kabila. Jean-Marie Peti Peti est en conséquence élu le 19 avril 2019 par 19 voix sur les 21 de l'assemblée. Son investiture signée par le président Félix Tshisekedi, il compose son gouvernement provincial le 27 mai 2019. Réparti selon un équilibre entre le PALU et ses alliés du FCC (Convention pour la république et la démocratie, CRD, parti de Christophe Mboso N'Kodia Pwanga, Regroupement des novateurs du Congo, Renovac, d'André Kimbuta et Alliance pour la bonne gouvernance, ABG), l'annonce de ce gouvernement provoque un conflit au sein du FCC, notamment entre le Renovac et l'ABG pour le choix du ministre de la santé.
Visé par une motion de défiance en novembre 2021, il démissionne finalement en février 2022.